# المشي مع الديناصورات (فلم)
المشي مع الديناصورات (بالإنجليزية: Walking with Dinosaurs) هو فيلم حركة تم إنتاجه في أستراليا والمملكة المتحدة وصدر في سنة 2013. الفيلم من إخراج باري كوك ونايل نايتانغل وكتابة جون كوالي.

## بطولة
- جون ليجويزامو
- جوستين وونغ
- سكايلر ستون
- كارل اربان

## الممثلون والشخصيات
- جون ليجويزامو (بدور: آليكس (راوي الفيلم))
- جوستين وونغ (بدور: باتشي)
- سكايلر ستون (بدور: سكاولر (الأخ الأكبر لـ باتشي))
- كارل أوربان (بدور: العم زاك)

## الميزانية والإيرادات
بلغت تكلفة إنتاج الفيلم حوالي 80 مليون دولار بينما حقق أرباحا تقدر بـ 62.3 مليون دولار.

## روابط خارجية
- مقالات تستعمل روابط فنية بلا صلة مع ويكي بيانات